# يوغي فاريل
يوغي فاريل (بالإنجليزية: Yogi Ferrell)‏ مواليد 9 مايو 1993 في غرينفيلد، هو لاعب كرة سلة أمريكي. بدأ مسيرته الاحترافية في سنة 2016. يلعب مع دالاس مافيريكس في الرابطة الوطنية لكرة السلة كلاعب هجوم خلفي. يحمل الرقم 11. يبلغ طوله 6 قدم 0 بوصة (1.8 م).

## المسيرة الاحترافية
لعب مع بروكلين نتس في سنة 2016، ثم لعب مع لونغ آيلاند نتس في موسم 2016–2017، ثم لعب مع دالاس مافيريكس في سنة 2017.

## إحصائيات المسيرة

### الموسم الاعتيادي
| السنة   | الفريق         | لعب | بدأ | دقيقة | ميداني% | ثلاثية | حرة  | ارتداد | صنع | استلاب | تصدي | نقطة |
| ------- | -------------- | --- | --- | ----- | ------- | ------ | ---- | ------ | --- | ------ | ---- | ---- |
| 2016–17 | بروكلين نتس    | 10  | 0   | 15.1  | .367    | .296   | .625 | 1.2    | 1.7 | .2     | .2   | 5.4  |
| 2016–17 | دالاس مافيريكس | 36  | 29  | 29.1  | .412    | .403   | .877 | 2.8    | 4.3 | 1.1    | .2   | 11.3 |
| المسيرة | المسيرة        | 46  | 29  | 26.0  | .406    | .386   | .831 | 2.4    | 3.7 | .9     | .2   | 10.0 |

## روابط خارجية
- يوغي فاريل على موقع إن بي أي (الإنجليزية)
- يوغي فاريل على موقع سبورتس رفرنس (الإنجليزية)
- يوغي فاريل على موقع كرة السلة الأوروبية.كوم (الإنجليزية)
- يوغي فاريل على موقع DraftExpress.com (الإنجليزية)
- يوغي فاريل على موقع إي إس بي إن.كوم (الإنجليزية)
- يوغي فاريل على موقع كلية كرة السلة في سبورتس رفرنس.كوم (الإنجليزية)
- يوغي فاريل على موقع ريلجم (الإنجليزية)
- يوغي فاريل على موقع بروبوليرز (الإنجليزية)
- يوغي فاريل على موقع سبورتس رفرنس (الإنجليزية)
- يوغي فاريل على موقع سبورتس رفرنس (الإنجليزية)